# Graoully

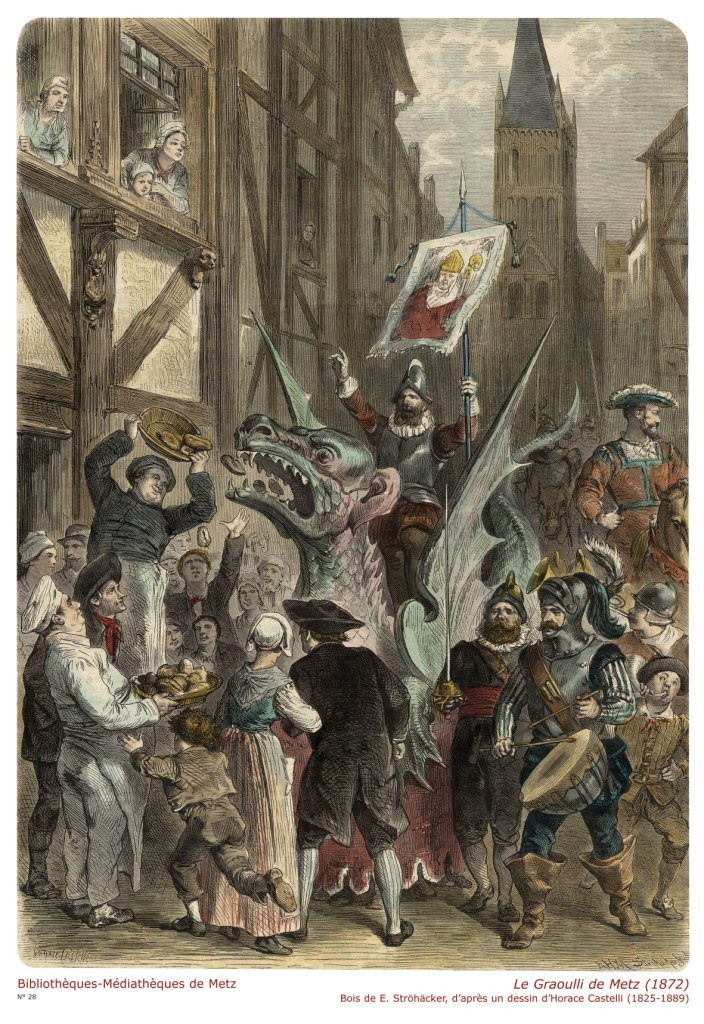
El Graoully de Metz según Horace Castelli, 1872.

El Graoully es un dragón legendario que habitaba el anfiteatro de Metz, Francia, y fue supuestamente vencido por Clemente de Metz, quien le ordenó que se fuera a territorios desiertos para que no hiciera más daño.

## Leyenda

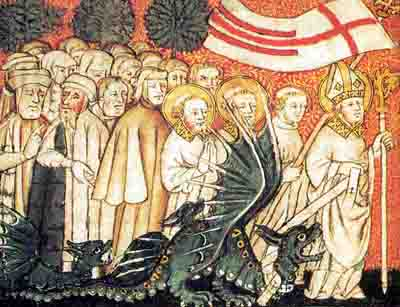
San Clemente de Metz y el dragón.

Según la leyenda, el dragón habitaba el anfiteatro de Metz, junto con muchas serpientes, cuyo aliento infestó el aire y causó que nadie deseara salir o entrar al pueblo. San Clemente convirtió al pueblo y luego de la misa fue al anfiteatro, donde las serpientes intentaron devorarlo. Entonces San Clemente hizo el signo de la cruz y las serpientes se apaciguaron. Él eligió a la más grande, el Graoully, y lo llevó a la orilla del río Seille, donde le ordenó que lo cruzara llevándose a las serpientes a territorios desiertos para que no dañara a nadie más.

## Análisis
Algunos autores de Metz afirman que la leyenda del Graoully representa la victoria del cristianismo sobre el paganismo.
Se cree que la palabra Graoully deriva de la palabra francesa "grouiller" (enjambre), ya que el dragón y las serpientes vivían pululando como un enjambre en el anfiteatro, pero se sugieren otros orígenes para la palabra. Por ejemplo, se cree que la palabra "gräulich" en alemán, un adjetivo para un objeto oscuro o grisáceo, también sinónimo de "horripilante" o "macabro". También se sugiere a la palabra "graula" (graja), usada mucho en el siglo XIV como sinónimo de cuervo, un mal presagio. Incluso se piensa en la palabra "graveleux", que significa "lleno de grava".

## Procesiones

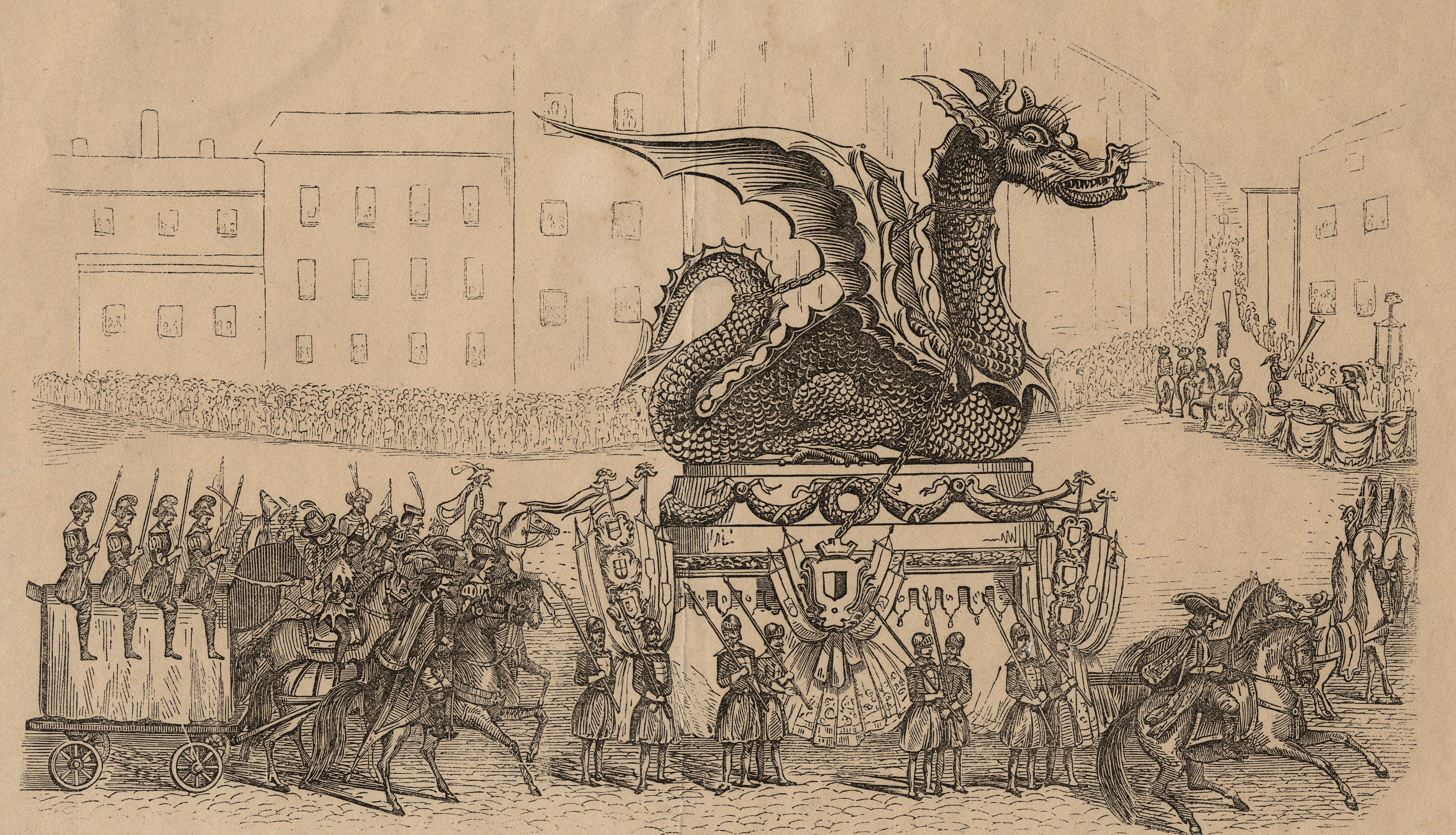
Ejemplo de procesión

El dragón se volvió un símbolo del pueblo de Metz. En el siglo XI, durante las procesiones de San Marcos y las Rogaciones, el alcalde y los defensores de la ley de Woippy llevaron tres banderas, una de ellas mostraba la cabeza de un dragón. Durante el siglo siguiente, la efigie del monstruo fue reproducida en la propia bandera. En el primer y segundo día de las Rogaciones, esta bandera precedía a las otras dos, pero en el tercer día, pasó al último lugar. Más tarde, la bandera fue reemplazada por un gran efigie del dragón.
En el siglo XVIII se presentó al dragón como una figura de la lona, llena de heno y de cuatro metros de altura. Cada panadero que pasó por la procesión le dio una pequeña rebanada de pan blanco. Este pan era un regalo para aquel que llevaba el dragón, originalmente el alcalde de Woippy, luego sustituido por un hombre pobre. Al final de la procesión, una joven puso un pastel decorado con cintas y flores en el aguijón del dragón.
En su Historia de Metz, benedictinos afirmaban que en el último día de las Rogaciones, los niños azotaban al dragón en el patio de la abadía de Saint Arnould, al final de la procesión. Después de 1786, los niños lanzaban piedras al final de su recorrido, frente al Palacio de Gobierno. Al final del siglo XVIII, la procesión se volvió problemática y se suspendió.